# St. Philip's School

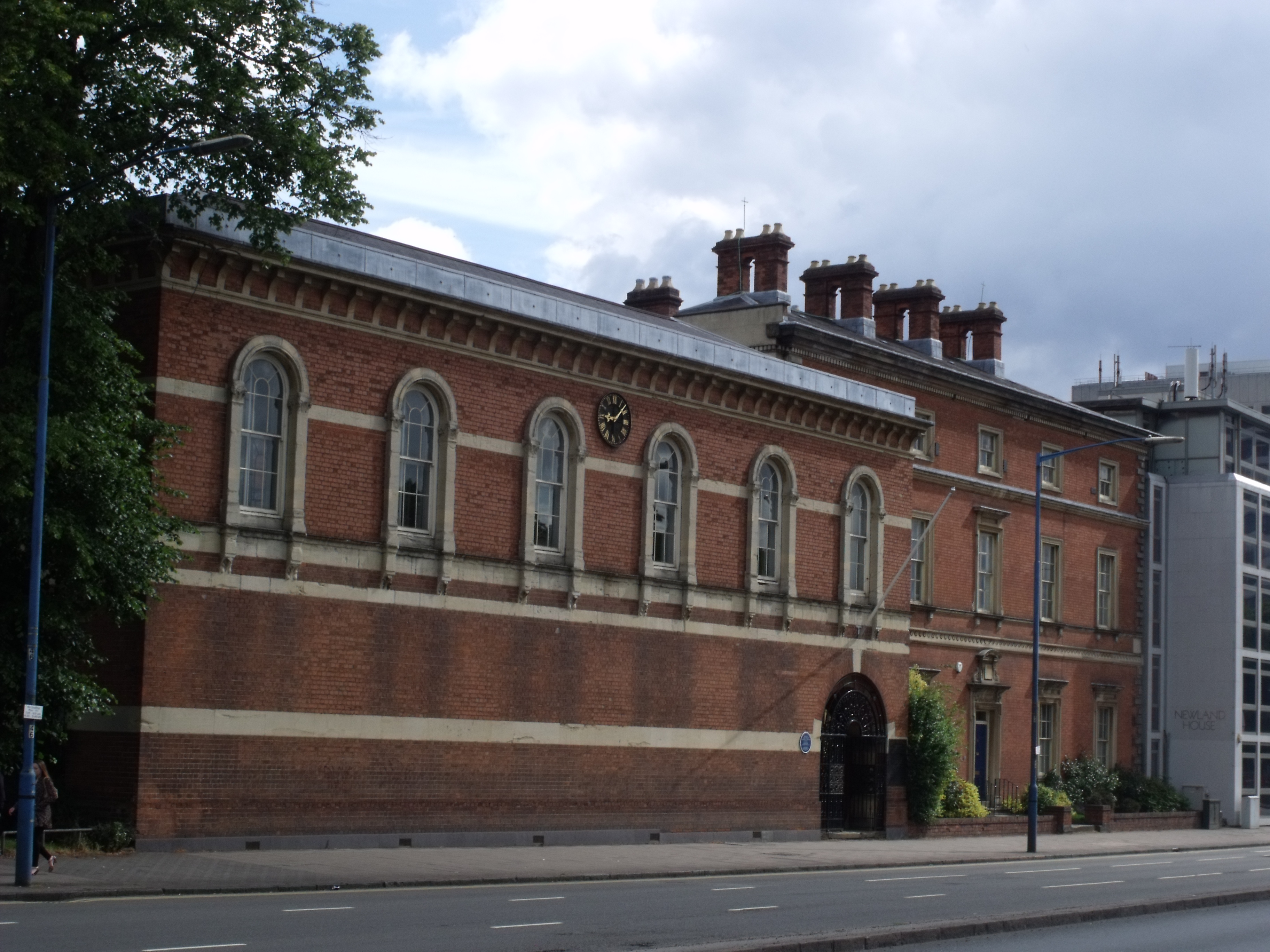

St. Philip's Grammar School est une grammar school pour garçons située à Hagley Road à Birmingham en Angleterre.

## Histoire
St Philip's a été fondé lorsque deux prêtres de l'Oratoire de Birmingham ont repris un lycée catholique existant en 1887. Il ne faut pas la confondre avec l'école de l'Oratoire fondée par John Henry Newman en 1859 et qui a ensuite déménagé à Pangbourne, près de Reading.
L'école a ouvert ses portes dans le Petit Oratoire le 19 septembre 1887 jusqu'à l'achèvement du bâtiment principal le 13 décembre 1887. L'enseignant qui a exercé le plus longtemps dans l'histoire de l'école est Francis Thomas Leighton, qui a occupé le poste de "second maître" (directeur adjoint) de 1911 à 1945, après avoir été directeur lorsque l'école a été évacuée à Ludlow en 1941. Ses deux fils, et plus tard son petit-fils, ont également fréquenté l'école. FT Leighton a finalement quitté l'école pour fonder une école préparatoire indépendante, la Leighton House School, qui servait d'école "nourricière" pour St Philip's. L'école a cessé d'accepter de nouveaux élèves. L'école a cessé d'accepter de nouveaux élèves en tant que Grammar School pour garçons en 1976, tandis que la cohorte de 1975 a progressé jusqu'en 1980.

### Sixth form college
Il est devenu le St Philip's Roman Catholic Sixth Form College en 1976, avec environ 800 élèves. En octobre 1992, en raison du fait que seulement 30 % des élèves étaient catholiques, le conseil d'administration a tenté en vain de transformer l'établissement en une école secondaire pour garçons de 11 à 16 ans, ce qui a entraîné la fermeture du site de Hagley Road en août 1995. Il est devenu temporairement un site du South Birmingham College à partir de 1995, mais a été libéré en 2005. Les bâtiments principaux de l'école ont été démolis dans les premiers mois de 2012.

## Étudiants notables
- Alfred Knight, détenteur de la Victoria Cross (VC) et officier de l'Ordre de l'empire Britannique (OBE), soldat durant la Première Guerre Mondiale et ministre du travail britannique.
- Anthony E. Pratt, inventeur du Cluedo.
- Don Maclean, présentateur de l'émission Crackerjack[1].
- Eamon Duffy, Professeur d'histoire de la Chrétienté à l'Université de Cambrige
- John Jenkins, Ambassadeur britannique en Irak depuis 2009
- Terence Rigby, acteur
- J.R.R. Tolkien, auteur et son frère Hilary Tolkien[2].
- Patrick Gallaher Commandant de l'Ordre de l'Empire Britannique (CBE), président du Wales Gas Board entre 1970 et 1974 et du North West Gas entre 1974 et 1982
- Paul Francis Leighton, Journaliste sur BBC Radio 2 de 1981 à 2000[3].
- Sir Francis Griffin, directeur de NEC de 1970 à 1974 et de 1976 à 1980
- Peter Latham, chef d'escadron puis vice maréchal de l'air[1] de la Royal Air Force, commandant de la base de Tengah entre 1969 et 1971
- Jim McCarthy, PDG de Poundland[4]
- William Slim -  Général de brigade, en Asie du Sud-Est pendant la Seconde Guerre Mondiale[5].
- Paul Keenan, compositeur
- John Warnaby, acteur
- Daniel Moylan, homme politique britannique.